# 포항운하

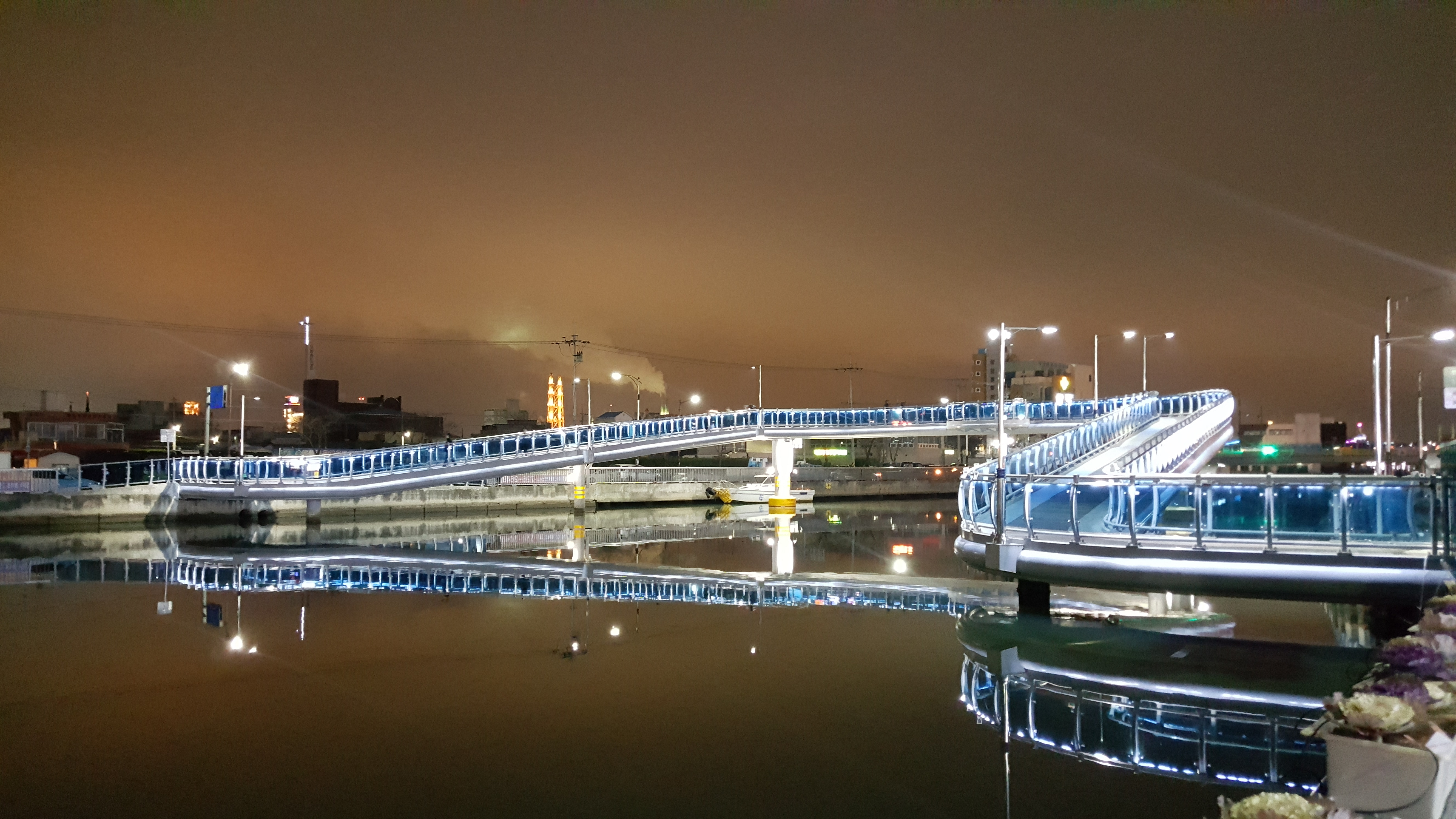
포항운하. 동빈내항의 우짤랑교이다.

포항운하는 경상북도 포항시에 위치한 운하이다. 형산강과 동빈내항을 잇는 물길이다. 길이는 약 1.3km이다. 포항운하는 2012년 5월에 착공하여 2014년 1월에 준공되었다.